# Tuttlingen (distrito)
Tuttlingen é um distrito da Alemanha, na região administrativa de Freiburg , estado de Baden-Württemberg.

## Cidades e Municípios
- Cidades:

1. Fridingen
2. Geisingen
3. Mühlheim
4. Spaichingen
5. Trossingen
6. Tuttlingen

- Municípios:

1. Aldingen
2. Balgheim
3. Bärenthal
4. Böttingen
5. Bubsheim
6. Buchheim
7. Deilingen
8. Denkingen
9. Dürbheim
10. Durchhausen
11. Egesheim
12. Emmingen-Liptingen
13. Frittlingen
14. Gosheim
15. Gunningen
16. Hausen ob Verena
17. Immendingen
18. Irndorf
19. Kolbingen
20. Königsheim
21. Mahlstetten
22. Neuhausen ob Eck
23. Reichenbach
24. Renquishausen
25. Rietheim-Weilheim
26. Seitingen-Oberflacht
27. Talheim
28. Wehingen
29. Wurmlingen